# بارش شهابی آلفا ارابه‌رانی
بارش شهابی آلفا ارّابه رانی یا بارش شهابی عیّوقی یکی از بارش‌های شهابی سالانه‌است که کانون بارش آن در نزدیکی ستاره آلفا ارابه‌ران (عیّوق) به نظر می‌رسد. این بارش شهابی معمولاً هر سال از روز ۳ شهریور تا روز ۱۵ شهریور فعال است و در روز ۱۰ ماه شهریور به اوج می‌رسد. در زمان‌های اوج این بارش شهابی میل کانون آن حدود °۴۱ و بعد آن حدود °۸۵ است. شهاب‌های این بارش با سرعت میانگین حدود ۶۶ کلیومتر بر ساعت از شهاب‌های سریع هستند. نرخ ساعتی سرسویی اوج این بارش معمولاً حدود ۱۰ است امّا در برخی سال‌ها به بزرگ‌ترین بارش شهابی آن سال تبدیل می‌شود مانند سال ۲۰۰۷ میلادی که نرخ ساعتی سرسویی آن به ۲۴۴ رسید که بیش از ۲ برابر نرخ ساعتی سرسویی اوج بارش شهابی برساوشی آن سال بود. منشأ این بارش دنباله دار C/1911 N۱ است.